# Fannia inermipennis
Fannia inermipennis är en tvåvingeart som beskrevs av Albuquerque 1954. Fannia inermipennis ingår i släktet Fannia och familjen takdansflugor. Inga underarter finns listade i Catalogue of Life.